# علی‌آباد (کازرون)
علی‌آباد (کازرون)، روستایی از توابع بخش جره و بالاده شهرستان کازرون در استان فارس ایران است. چشمه کلان که در نزد اهالی بومی به «چشمه کولی» معروف است یکی از جاذبه های طبیعی این روستاست. مشهدی عوض کرمی‌فر یکی از بزرگان روستا می‌باشد. از حیوانات وحشی آنجا می توان تیهو، روباه، دراج و کفتار را نام برد. مردم روستا همگی ترک قشقایی و از تیره عمله فارسیمدان هستند.

## جمعیت
این روستا در دهستان دادین قرار دارد و براساس سرشماری مرکز آمار ایران در سال ۱۳۸۵، جمعیت آن ۹۱ نفر (۲۹خانوار) بوده‌است.